# Hadena galactina
Hadena galactina är en fjärilsart som beskrevs av Turati 1907. Hadena galactina ingår i släktet Hadena och familjen nattflyn. Inga underarter finns listade i Catalogue of Life.